# Bad Neustadt an der Saale
Bad Neustadt an der Saale (ufficialmente Bad Neustadt a.d.Saale) è una città tedesca di 15 935 abitanti, situata nel land della Baviera.

## Monumenti e luoghi d'interesse

### Architetture religiose
- Chiesa di Santa Maria Assunta
- Chiesa parrocchiale di San Giovanni Battista, nella frazione di Brendlorenzen
- Cappella di San Lorenzo, nella frazione di Brendlorenzen

## Amministrazione

### Gemellaggi
Bad Neustadt è membro del gemellaggio internazionale Neustadt in Europa, che riunisce 36 città e comuni che portano nel nome la dicitura Neustadt ("città nuova").
Bad Neustadt è gemellata con:
- Falaise, dal 1969
- Pershore, dal 1979
- Oberpullendorf, dal 1982
- Oberhof, dal 1990
- Bílovec, dal 2001
- Cerro Maggiore, dal 2008[2][3]